# Зебра бурчеллова
Зебра бурчеллова (Equus quagga) — вид зебри, інша назва саванна зебра. Це найвпізнаваніший, широко поширений вид зебр. Всього відомо 4 підвиди, які добре розрізняються числом смуг на шиї, по розташуванню смуг на кінцівках. Для кожного підвиду свій характерний малюнок.

## Спосіб життя
Бурчеллова зебра населяє савани і степи, вона віддає перевагу злаковим пасовищам і злаково-чагарниковим територіям, особливо по горбах і пологим схилам невисоких гір. Зебра погано переносить посуху, у посушливий період йде в більш зволожені райони, в ліси або в гори. Саванні зебри живуть в постійних сімейних табунах не більше 9-10 голів.
Глава табуна — жеребець не молодше 5 років, інші особи — це самки і молодняк. Склад такого сімейного табуна постійний. Але при нападі хижаків або в період міграції табун може на час розпадатися, а також об'єднуватися з іншими табунами. Члени сімейного табуна впізнають один одного, навіть на великій відстані. На водопій і пасовище табун веде досвідчена стара кобила, а за нею слідує молодняк у порядку збільшення віку, далі в тій же послідовності йдуть інші самки, а замикає цю ходу жеребець. Місце відпочинку, водопій і місце пасіння табуна постійні, хоча вони і не захищаються від інших зебр табунів.
Зебри протягом року переміщаються по великій території, розділяючи її з іншими тваринами свого виду. Самці, не входять ні в один табун, утворюють окремі «холостяцькі» групи або тримаються поодинці. Старих і хворих жеребців більш сильні і молоді особини зазвичай виганяють, цей процес супроводжується бійками. Але бійки між жеребцями — главами табунів — або між холостяками і косячными жеребцями бувають дуже рідко.
Молоді жеребці зазвичай йдуть від материнської групи у віці від одного до трьох років.
Відокремившись від материнського табуна, молодий самець йде в холостяцький косяк, а встати на чолі «сім'ї» він зможе лише в 5-6-літньому віці.

## Поширення
Ареал коливається від півдня Ефіопії через Східну Африку до Ботсвани та сходу Південної Африки. Зебра залишається поширеною в заповідниках, але перебуває під загрозою людської діяльності, таких, як полювання заради м'яса й шкіри, а також конкуренція з худобою і посягань з боку сільського господарства на більшій частині своєї середовища проживання .

## Розмноження
Кобила вперше приносить лоша не раніше трирічного віку.
Розмноження не підпорядковане певного сезону, і лошата зазвичай з'являються під всі місяці, хоча частіше в дощовий сезон. Вагітність триває 361–390 днів. Лоша через 10-15 хвилин після народження може встати на ноги, а через 20 — робить перші кроки, а через 45 хвилин вже може стрибати. Косячний жеребець у разі потреби готовий захистити кобилу з лошам.

## Охорона
У цілому, популяція бурчеллової зебри залишається стабільною, і на перший погляд не стикається з серйозною загрозою, які можуть викликати спад. Їх можна знайти в численних охоронюваних територій, в тому числі Національний парк Серенгеті в Танзанії, Тсаво і Масаї Мара в Кенії, Національний парк Гванге в Зімбабве, Національний парк Етоша в Намібії, а також Національний парк Крюгер в Південній Африці. Є кілька стійких популяцій в незахищених областях.
Деякі місцеві популяції, однак, стикаються з великим зниженням і навіть вимирання. Один підвид — квага, тепер зник. У Танзанії населення зебри знизилася на 20% з кінця 1990-х до середини 2000-х років. Зебри знаходяться під загрозою через полювання за їх шкури і м'яса, і зміна місць проживання від сільського господарства. Вони також конкурують з домашньою худобою за їжу . Браконьєрство в значній мірі є загрозою для північних популяцій, у той час як південні популяції знаходяться під загрозою, в основному через втрату середовищ проживання. Остання громадянська війна в Руанді, Сомалі, Південному Судані, Ефіопії та Уганді викликали різке зниження всіх популяцій диких тварин, у тому числі саванних зебр. Тепер зникли в Бурунді. Громадянська війна в Анголі протягом більшої частини останніх 25 років спустошив її популяцій диких тварин.
Тим не менш, саванних зебр, охороняють на більшій частині свого ареалу. Вони є важливим джерелом в економічній сфері туризму.